# Julfin Ondongo
Julfin Ondongo (ur. 23 marca 1990 w Pointe-Noire) – kongijski piłkarz grający na pozycji obrońcy. Od 2024 pozostaje bez klubu.

## Kariera klubowa
Swoją karierę piłkarską Ondongo rozpoczął w klubie AS Ponténégrine. W 2009 roku zadebiutował w jego barwach w pierwszej lidze kongijskiej. W 2013 roku odszedł do JS Talangaï, w którym grał do końca 2016. W 2017 grał w Étoile du Congo, a w 2018 w AS Otohô, z którym został mistrzem kraju. W latach 2018-2021 ponownie był piłkarzem Étoile du Congo. W sezonie 2018/2019 wywalczył z nim wicemistrzostwo Konga oraz zdobył Puchar Konga. W latach 2021-2023 znów grał w AS Otohô i w sezonach 2021/2022 i 2022/2023 został z nim mistrzem Konga. W sezonie 2023/2024 był piłkarzem libijskiego Al-Morouj SC.

## Kariera reprezentacyjna
W reprezentacji Konga Ondongo zadebiutował 24 stycznia 2018 w zremisowanym 0:0 Mistrzostw Narodów Afryki 2018 z Angolą, rozegranym w Agadirze.